# 新塞利夫卡 (海辛區)
48°42′31″N 29°19′26″E / 48.70861°N 29.32389°E
新塞利夫卡（烏克蘭語：Новоселівка）是位於烏克蘭西南部的村莊，由文尼察州海辛區的海辛市鎮負責管轄。該村始建於1860年，面積0.1平方公里，海拔高度214米，2001年人口132，人口密度每平方公里134.69人。